# ميزانية عمومية
قائمة الميزانية العمومية (بالإنجليزية: Balance Sheet)‏ هي بيان محاسبي لوحدة اقتصادية ما في تاريخ محدد، يتم الحصول على معلومات مهمة من خلال هذه القائمة المالية وخصوصاً مدى سيولة الوحدة الاقتصادية باستخدام نسب مالية معينة، وتضم ثلالثة عناصر رئيسية: 
- الأصول.[2][3][4]
- الخصوم (المطلوبات).
- حقوق الملكية.

والعمليات المحاسبية اليومية التي تخص عناصر هذه القائمة وغيرها من القوائم، تُسَجْل في دفتر اليومية، وترحيلها إلى ما يسمى دفتر الحسابات العام، ومن ثم إلى ميزان المراجعة، لتصل إلى الميزانية العمومية لذلك الأصل في هذه المعلومات دقتها.

## التاريخ والتطور
تعتبر الميزانية أقدم نوع من وسائل تجميع وتحليل البيانات في الحياة المالية والاقتصادية للشركات. الأصل الدقيق للميزانية العمومية غير معروف. ولكن تم العثور على مبدأ موثق لاستخدام القيد المزدوج وعكس المعاملات على الحسابات بين النظيرين الدائن والمدين في أرشيفات شركة (Francesco Datini). بالإضافة إلى ذلك. تم وضع أول ميزانية سنوية في شركة تجارية في النصف الأول من تسعينيات القرن التاسع عشر، وهي نموذج أولي للميزانية الحديثة. تم الحصول على المعلومات النظرية الأولى فقط في عام 1494، عندما نُشر عمل لوكا باسيولي بعنوان «رسالة في الحسابات والسجلات»، والذي احتوى على الوصف الأول ليس فقط للميزانية العمومية، ولكن أيضًا للمحاسبة بشكل عام.
كانت الميزانية العمومية، التي وصفها لوكا باسيولي، عبارة عن مستند منظم يتكون من جزأين - أصول وخصوم، يجب أن يكونا متساويين. جميع الحسابات ذات الأرصدة المدينة يتم إدخالها في الأصل، وجميع حسابات ذات الأرصدة الدائنة يتم إدخالها في جانب الخصوم. لم يتم شرح معاني مفهومي «المدين» و «الدائن».
وبالتالي، فإن معنى تجميع البيانات في الميزانية لم يكن واضحًا للمستخدمين. نتيجة لمثل هذا الترحيل، تضمن الأصل مع العناصر النشطة عنصر خسارة. وفي الالتزام، إلى جانب حسابات الدفع، كان رأس المال والأرباح. يُطلق على هذا النهج أساسًا نظرية الحسابات المجمعة، وأساس هذا النهج هو افتراض أن جميع الحسابات متماثلة في طبيعتها وتخضع لقواعد التسجيل العامة.
استمرت طريقة التجميع هذه لعدة قرون. بعد ثلاثمائة عام فقط من ظهور الميزانية العمومية، ظهرت الملاحظات الأولى لقسم المحاسبة. في القرن التاسع عشر، بدأت الشركات المساهمة بالظهور في أوروبا، والتي نُشرت ميزانياتها في الصحف، بل وتم النظر فيها في المحاكم. لوحظ الهيكل الغريب للميزانية من قبل العديد من المستخدمين غير المتحيزين، الذين بدأوا ينتقدون الشكل الحالي للتوازن.
كان المحاسبان الفرنسيان Eugene Leote و Adolphe Guilbeaux أول من تفاعل مع حقيقة خلط البيانات في الميزانية العمومية. في منتصف الثمانينيات من القرن التاسع عشر، كتبوا العمل «المبادئ التوجيهية العامة للمحاسبة»، وخلصوا إلى أنه في أصل الميزانية العمومية، إلى جانب الأصول الفعلية، هناك أصول وهمية أو غير ملموسة. وبالمثل، في جانب الخصوم، إلى جانب الخصوم الحقيقية، تحتوي على التزامات وهمية.
عندئذ نشأت فكرة الاستعاضة عن كلمتي «الأصول» و «الخصوم» بكلمتي «المدين» و «الدائن». بدأت الميزانيات العمومية للشركات المساهمة بعنوان «المديونية» في الظهور في الصحف. كان هذا النهج أكثر ملاءمة من السابق، لأنه كان جانب الحساب الذي يوجد عليه الرصيد على جانبي الميزان، لكنه لم يحل المشكلات بعد. ثم تقرر عدم تغيير أي شيء في الميزانية العمومية، ولكن تم تنويه المستخدمين عن وجود عناصر وهمية في الأصول والخصوم، ولكن هذا الخيار تسبب في غضب واسع النطاق بين المستخدمين.
في النصف الأول من القرن العشرين، اقترح مؤسس مكتب المحاسبة الألماني يوهان فريدريش شير تعديل مراحل الميزانية العمومية، والذي يتكون من ثلاث مراحل:
1. تحويل الخسائر من الأصول إلى قسم الأسهم مع الإشارة المعاكسة.
2. تحويل الحسابات المستحقة الدفع إلى الجانب الأيسر مع الإشارة المعاكسة.
3. إعادة تسمية عناوين الأطراف: أطلق شير على مجموعة العناصر الموجودة على الجانب الأيسر من الميزانية العمومية «خاصية» (والتي تتكون من أصل ممتلكات والتزام ملكية). وسمى الجانب الأيمن من الميزان بكلمة «رأس المال».

جاءت نظرية صفين من الحسابات أو كما يطلق عليها حساب حرف تي (هذا هو اسم نظرية شير) لتحل محل نظرية الحسابات المجمعة وجعلت من الممكن تحديد المدين والدائن للحساب بوضوح وببساطة.
في روسيا عام 1908، طور جورجي أفكسنتيفيتش باخشيسارايتسيف ونشر نظرية ذكر فيها أن المحاسبة يجب أن تُفهم فقط من خلال الميزانية العمومية. يجب أن يؤخذ التوازن في شكله التاريخي وطريقة التوازن ككل كبديهية ومن ثم يجب أن تستند جميع الافتراضات النظرية عليها. لقيت وجهة نظر بخشيسارايتسيف الدعم في روسيا وخارجها. بحلول عام 1930، أصبحت نظرية التوازن أو المركز مقبولة بشكل عام في روسيا، ولم يتم استخدام نظرية صفين من الحسابات «حرف تي». ولكن في بداية القرن العشرين، بدأ الإصلاح التدريجي للميزان في الاتجاه الذي أشار إليه شير، وأصبح التوازن أو المركز المالي أكثر وضوحًا.
في النصف الثاني من القرن 19، ومع تطور الخدمات المصرفية والأسواق المالية في الولايات المتحدة وبريطانيا العظمى، الأمر الذي يتطلب توفير البيانات المالية من أجل الحصول على القروض والمشاركة في التداول في البورصات. ونتيجة لذلك، ظهرت تقارير جيدة التنظيم وموحدة إلى حد ما، والتي تستند إلى مصالح مختلف مستخدمي التقارير، بما في ذلك المديرين. في الوقت الحالي فإن الميزانية التي يتم إعدادها وفقًا للمعايير الدولية لإعداد التقارير المالية، لا تتكون من عنصرين، ولكن من ثلاثة عناصر: الأصول ورأس المال والخصوم. علاوة على ذلك، فإن الخسائر ليست في الأصول، وإنما في رأس المال بإشارة مخالفة (وذلك حتى لا تؤثر على قيمة الأصول).

## الأصول
الأصول (بالإنجليزية: Assets)‏ هي منفعة مالية محتملة في المستقبل يتم الحصول عليها نتيجة لامتلاك شيء معين يخص الوحدة الاقتصادية في معزل عن أموال مالكي هذه الوحدة ( المبادئ المحاسبية المتعارف عليها)، أو حدث اقتصادي تكون نتيجته منفعة مالية أخرى بسبب إدارة ممتلكات هذه الوحدة الاقتصادية، وفي الميزانية العمومية تعرف الأصول بأنها مجموع المطلوبات وحقوق الملكية، أو بحسب نظرية القيد الزدوج حقوق الملكية تساوي الأصول مطروحة منها الخصوم.
الأصـــــــول = الخصــــــــوم + حقــــوق الـمـلـكـيــة 
تقسم الأصول إلى أصول ملموسة وغير ملموسة، ملموسة مثل الأبنية، السيارات، الأراضي... الخ، أما غير الملموسة فتمثل الملكية الفكرية (براءة الاختراع، حقوق الطبع والنشر، علامة الامتياز، الاسم التجاري)... الخ.
تقسم الأصول بشكل جوهري إلى قسمين من حين مدة المنفعة المالية:

### أصول متداولة
الأصول المتداولة (بالإنجليزية: Current Assets)‏ وهي النقد، أو ما يتم تحويله إلى نقدٍ خلال فترة زمنية قصيرة غالبا ما تكون سنة واحدة كدورة اقتصادية متعارف عليها.
كلما كانت الأصول المتداولة في الوحدة الاقتصادية مرتفعة، كلما كانت دلالة على سيولة أموال الشركة، هذا مؤشر جيد على الوضع المالي لهذه الوحدة لكن ما يعيبة نسبة الخطورة عالية جدا، ومن الأمثلة عليها المدينون، الأوراق المالية، مواد الخام، القرطاسية... الخ.

### الأصول الثابتة (غير متداولة)
الأصول غير المتداولة (بالإنجليزية: Fixed Assets)‏ وهي الأصول طويلة المدى، التي تستغرق الإفادة منها أكثر من سنة مالية واحدة حتى يتم تسييلها وتحويلها إلى نقد، ومن الأمثلة عليها السيارات، الأراضي، المكاتب، أجهزة الكمبيوتر، أجهزة الفاكس، ضرائب مؤجلة -أصول، الشهرة، استثمارات طويلة المدى... الخ.
هناك مجموعة من الأصول الثابتة تجري عليها حسابات تسمى بحسابات الاستهلاك والاهتلاك، وذللك لتقييم الأصل وتسجيل قيمه منذ اقتنائه وبشكل دوري من استخدامه، حسابات الاستهلاك (بالإنجليزية: Depreciation Accounts)‏ تساعد على معرفة قيمة الأصل بعد مرور فترة من الزمن وعند اتخاذ القرار ببيعه، وبعد مرور مدة من استهلاك الأصل تتجمع حسابات في حساب يسمى مجمع الاستهلاك (بالإنجليزية: Accumulated Depreciation)‏.
وبعد طرح قيمة مجمع الاستهلاك من تكلفة الأصل عند اقتنائه، نخرج بقيمة مهمة جدا لتتقيم هذا الأصل والتي تختلف عن قيمته في الأسواق تسمى بالقيمة الدفترية (بالإنجليزية: Book Value)‏.

## طرق حسابات الاستهلاك
يتم الاعتماد في هذه الحسابات على عناصر محددة مثل العمر الافتراضي للاستهلاك، تكلفة الأصل، قيمة الأصل عند انتهاء عمره الإنتاجي (القيمة التخريدية)، أيضا عدد ساعات الاستخدام وهذا في الطريقة الأخيرة.
1- طريقة القسط الثابت (بالإنجليزية: Straight line Method)‏
2- طريقة القسط المضاعف (بالإنجليزية: Declining ß Balance Method)‏
3- طريقة مجموع أرقام السنين (بالإنجليزية: Sum of the years Digits Method)‏
4- حسب حجم الإنتاج (بالإنجليزية: Unit of Production Method)‏'

## الالتزامات
الالتزامات (بالإنجليزية: Liabilities)‏ هي خسارة أو انخفاض مالي محتمل نتيجة التزامات وحدة اقتصادية معينة، أو نقل الأصول أو تقديم خدمة لجهة مالية أخرى في المستقبل، وتكون هذه الخسارة محتملة ممكن حدوثها فقط إذا ما تم تقديم هذه الخدمة أو استخدام أصول الشركة دون وجود أي مردود مادي ربحي.
تقسم المطلوبات إلى قسمين رئيسيين:

### الالتزامات المتداولة
الالتزامات المتداولة (بالإنجليزية:  Current Liabilities)‏ هي الالتزامات قصيرة المدى نتيجة لاستخدام إحدى الموجودات المتداولة في الوحدة الاقتصادية خلال فترة زمنية قصيرة من الدورة الاقتصادية دون الحصول على منفعة مالية مباشرة، مثل الدائنون، ويعرف هذا الحساب بأنه دين يترتب على الوحدة الأقتصادية، غالبا ما يتم بسبب شراء مواد خام أو بضاعة مثلا من أحد المزودين دون أن يتم الدفع نقدا، فيكتفي الطرفان بوجود أوراق مالية تثبت هذا الدين مثل أوراق القبض - كمبيالات قصيرة المدى، من الأمثلة أيضا الدخل غير المكتسب، وهو الدخل أو الدفعة التي تؤخذ بشكل مسبق قبل تقديم الخدمة المطلوبة من الوحدة الاقتصادية للمستهلك أو العميل.

### الالتزامات غير المتداولة
الالتزامات غير المتداولة (بالإنجليزية:  Long Term Liabilities)‏ هي الالتزامات التي تترتب على الوحدة الاقتصادية والتي تزيد مدتها عن سنة مالية أو أكثر، وهي تقسم إلى قسمين من حيث الهدف، القسم الأول وهو المتعلق بأئ التزام نتيجة اتفاقات مالية بين طرفين دائن ومدين يترتب عليها فوائد مالية مثل القروض، سندات مالية، وأخيرا كمبيالات طويلة المدى لكن مدتها عادة ما تكون أقصر من مدة السند المالي. أما القسم الثاني فهو الالتزام المتعلق بالعمليات التشغيلية وعادة ما يأخذ شكل تقديم خدمة ما، ضرائب مؤجلة -خصوم، مصاريف التقاعد، الكفالات المالية.م

## حقوق الملكية
حقوق الملكية (بالإنجليزية:  Stockholders Equity)‏ هي القيمة المتبقية لمالك الوحدة الاقتصادية بعد استبعاد إجمالي الأصول وإجمالي المطلوبات (الالتزامات):
حــقـــوق الـــمــلـــكيـــة = إجـــمـــالـــي الأصـــــول - إجــمالــي الــمطاليب (الالتزامات)
وتتمثل بالاستثمارات التي يستثمرها المالك في الشركة، وزيادتها تزيد حقوق الملكية، كذلك الإيرادات النقدية أو التدفقات التي تتحقق خلال الدورة الاقتصادية، والمسحوبات الشخصية التي تؤدي إلى تخفيض حقوق الملكية، وتضم رأس المال الإضافي إلى رأس المال (الأسهم بنوعيها العادية والممتازة)، الأرباح المحتجزة، الأرباح الموزعة... الخ.